# Filaroides
Filaroides ist eine Gattung der Fadenwürmer. Sie sind Parasiten der Lunge bei Raubtieren und Primaten.

## Merkmale
Filaroides haben eine kleine Mundhöhle mit leicht verdickter Wand (Mundkapsel). Der Schwanz der Männchen hat bauchseitig-seitlich zwei knospenartige Erhebungen mit je fünf Papillen. Die Vulva liegt etwas hinter der Körpermitte, der Uterus ist paarig.

## Systematik
Zur Gattung gehören 13 Arten. Die Unterteilung in zwei Untergattungen Filaroides und Parafilaroides wegen der fehlenden Schwanzpapillen bei letzteren beruhte vermutlich auf ungenauen Beschreibungen und wird heute nicht mehr aufrechterhalten.
- Filaroides arator Chandler, 1931
- Filaroides cebus Gebauer, 1933
- Filaroides gymnurus (Railliet, 1899) Anderson, 1978
- Filaroides hirthi Georgi & Anderson, 1975
- Filaroides martis (Werner, 1782)
- Filaroides mephitis Webster, 1967
- Filaroides milksi Whitlock, 1956
- Filaroides osleri Cobbold, 1879